# 넘버 (희곡)
넘버(A Number)는 영국 페미니스트 극작가 카릴 처칠이 지은 잉글랜드의 2002년 희곡이다. 인간 복제라는 주제를 논쟁적으로 다뤄 화제를 모은 문제작이다. 인간 복제 기술이 인간 존엄을 해칠 수 있으며 다양한 윤리적 문제를 야기한다는 지적은 전부터 있어 왔다. 처칠은 여기에 페미니즘 주제를 더했다. 유전자 복제는 임신과 출산, 양육이라는 생식의 전 과정이 완전히 새로운 패러다임 안에서 이루어짐을 뜻한다. 인간 복제가 가능해진 사회에서 여성의 몸과 성을 대하는 인식과 태도, 부모 자식의 관계는 현재와 어떻게 달라질까? 과학 기술이 상상하지 못한 미래 사회의 이런 반전적인 모습이 ＜넘버＞에서 현실감 있게 재현된다.

## 배경
카릴 처칠은 2002년, 인간 복제를 주제로 한 ＜넘버＞를 무대에 올려 뜨거운 관심을 모았다. 영국 정부가 치료 목적의 인간 배아 복제를 공식적으로 허용하면서 이를 두고 찬반 논쟁이 본격화되던 때였다. ＜넘버＞는 인간 복제를 둘러싼 논쟁에 대한 카릴 처칠의 반응이자 발언이라 할 수 있다.
＜넘버＞는 우선 ‘인간 복제’가 야기할 문제로 인간의 고유성 상실을 짚는다. 아버지 솔터는 작품에서 총 세 명의 아들과 대화를 나눈다. 한 명은 솔터의 친아들이고, 나머지 둘은 아들의 세포 복제로 태어난 클론이다. 구체적인 이유는 나타나지 않지만 솔터는 친아들을 버려둔 채 복제를 통해 새로운 아들을 얻었고, 병원에서 솔터의 동의를 구하지 않고 스물한 명의 복제 인간을 만들었단 사실이 뒤늦게 드러나는 바람에 극은 예상하지 못한 방향으로 흘러간다. 아들 버나드1이 복제 아들 버나드2로, 다시 버나드2가 또 다른 복제 아들 마이클 블랙으로 대체되어 가는 과정에서 유일한 존재로서 존엄을 지닌 인간의 의미는 무색해진다. 처칠은 복제 인간을 그저 여럿 중 하나, ‘넘버’로 부르며 이 문제를 노골적으로 지적하고 있다.
카릴 처칠은 또 ‘인간 복제’를 통한 생식 과정에서 여성이 배제될 수 있다는 점을 예리하게 포착했다. ＜넘버＞는 복제 인간의 출생 과정을 자세히 묘사하지 않는다. 클론은 발달된 과학 기술을 통해 모태가 아닌 인공 자궁에서 태어났을지 모른다. ＜넘버＞에서 여성은 임신, 출산, 양육 과정에서 존재감을 드러내지 않다가 솔터의 회상 속에 잠깐 등장한다. 그의 아내이자 버나드의 어머니인 한 여성이 결혼 후 불행해 하다 기차에서 몸을 던져 목숨을 끊는 것으로 암시되는 것이다. 작품 속 유일한 여성이 무대에 나타나기도 전에 이렇게 자취를 감춘다. 그리고 홀로 남은 솔터가 친아들을 버려둔 채 복제 아들을 만들어 새로운 가족을 이루면서 이들 세계에선 모성이 완전히 사라지고 만다. 카릴 처칠은 이런 설정을 통해 모성이 사라진 세계가 얼마나, 어떻게 황폐해질 수 있는지 보여 주며 역설적으로 여성의 존재감과 가치를 드러낸다. 작가의 페미니스트적 관점과 극작 전략이 돋보이는 부분이다.
미래에는 어쩌면 ＜넘버＞에서처럼 클론 인간을 구성원으로 한 새로운 가족 형태가 등장할지 모른다. 그리고 새로운 가족 구성에서 모성의 역할은 미미하다. ＜넘버＞는 클론 인간이 유일성과 고유성을 잃어버린 채 얼마든지 대체 가능한 수많은 개체 중 하나일 뿐 아니라, 인간 존엄에 대한 심각한 위협 자체라는 점에 초점을 맞춘다. ＜넘버＞가 그리는 미래는 꿈꾸던 이상사회는 분명 아니다. 카릴 처칠은 ＜넘버＞에서 과학기술의 눈부신 발전이 놓치고 있던 미래 사회의 반전적인 모습을 현실감 있게 보여 주며 독자에게 묘한 공포감을 선사한다.